# Durbar Marg
La Durbar Marg (en nepalí: दरबारमार्ग) es una calle en la ciudad de Katmandú, la capital del país asiático de Nepal. Es considerado como el corazón de la ciudad de Katmandú. Aparte de conducir al antiguo Palacio Real de Narayanhiti, Durbar Marg también es conocida como el «camino del Rey» entre los extranjeros. Se trata de las más famosa zona turística en la ciudad después de Thamel.